# دوشیزه جهان ۲۰۰۶
دوشیزه جهان ۲۰۰۶ (انگلیسی: Miss Universe 2006)؛ ۵۵مین دوره دوشیزه جهان بود، که در ۲۳ ژوئیه ۲۰۰۶ در شراین ادیتوریوم، لس آنجلس، کالیفرنیا، ایالات متحده آمریکا برگزار شد. زلیخا ریورا از پرتوریکو توانست برنده این رویداد شود.